# Piramide van Pepi II
De piramide van Pepi II in Saqqara werd gebouwd door de langst regende vorst van Egypte, Pepi II. De piramide was net zo groot als deze van zijn voorgangers uit de 6e dynastie, namelijk 52,5 meter. De piramide had een noordelijke ingang die uitkwam in een ondergrondse grafkamer met sarcofaag.
Er staat nog een bijpiramide en een dal- en dodentempel. De dodentempel had talrijke magazijnen, maar minder symmetrie dan deze van Gizeh. De daltempel is in zeer slechte staat.

Weergave van het piramidecomplex van Pepi II
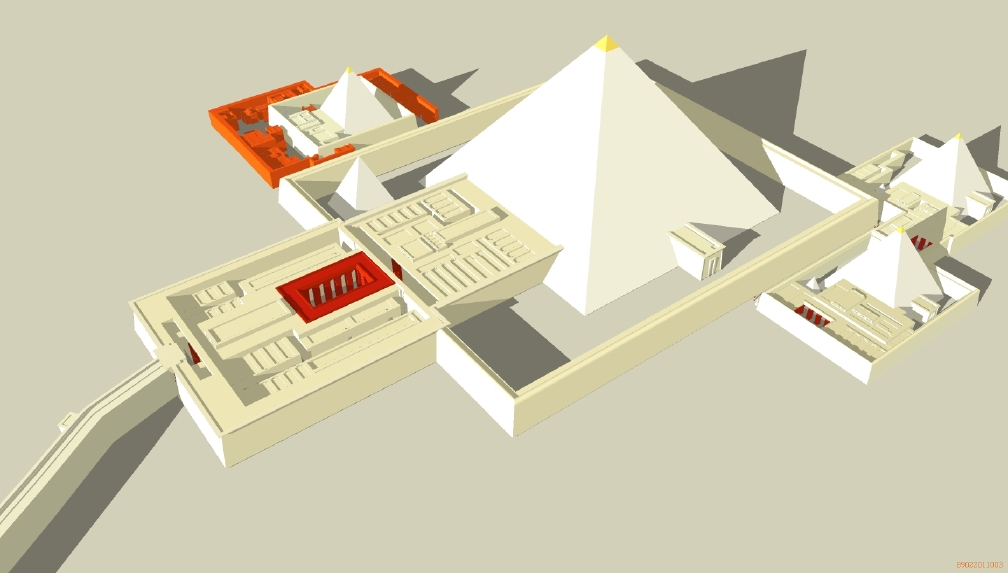